# Тетрадка
Тетрадката (на гръцки: τετράδιον) е вид книга с празни страници, представлява залепени, зашити или по някакъв друг начин съединени заедно листове хартия. Листовете могат да са бели, раирани или карирани. Тетрадката се употребява предимно от ученици и студенти за водене на записки и бележки. Тетрадките се използват и в научната и академична дейност. В по-редки случаи може да се използват и за рисуване. Те могат да бъдат с меки или твърди корици и различен по големина формат. Броят на страниците също варира.